# Club San Luis (rugby à XV)
Maillots
Le Club San Luis est un club omnisports qui dispose en son sein d'une section rugby à XV et est situé à La Plata dans la Province de Buenos Aires en Argentine.

## Histoire
Le club est fondé en 1961 et est affilié à l'Unión de Rugby de Buenos Aires.
Il remporte son premier titre (partagé avec San Cirano) de Nacional de Clubes en 1998.

## Palmarès
- Vainqueur du Nacional de Clubes en 1998 (titre partagé).